# Septembre 1931

## Événements
- Gandhi participe à la IIe Conférence de la Table ronde à Londres.

- 2 septembre : accord de compromis entre le Saint-Siège et le gouvernement fasciste du royaume d'Italie : les activités politiques et syndicales de l’Action catholique sont interdites.

- 3 septembre : Alexandre Ier proclame la fin de la dictature et promulgue la nouvelle Constitution du royaume de Yougoslavie. La dictature royale continue. Une majorité des groupes d’opposition boycotte les élections parlementaires qui suivent. Certains se radicalisent.

- 6 septembre : Grand Prix automobile de Monza.

- 7 septembre : incident de Wanbaoshan en Mandchourie (des policiers chinois tirent sur des paysans coréens).

- 16 septembre : exécution d’Omar al-Mokhtar. Fin de la résistance armée à la colonisation italienne de la Libye par les Senousis.

- 18 septembre : incident de Liutianghu (les soldats chinois auraient saboté la voie ferrée et tiré sur les Japonais ; c'est en fait un coup monté). Les Japonais chassent Zhang Xueliang de Mandchourie.

- 19 septembre : les Japonais occupent Moukden.

- 21 septembre : en pleine crise monétaire, le Royaume-Uni, au bord de la banqueroute, abandonne l'étalon-or et dévalue la livre sterling de 30 %. Les exportations retrouvent leur compétitivité.de l’étalon-or provoque une monté en flèche des cours de l’or et accentue la demande des États-Unis sur le marché mondial. Les mines d’or d’Afrique du Sud tirent le reste de l’économie vers la reprise.

- 25 septembre : conquête de la Mandchourie par le Japon.

- 27 septembre : Grand Prix automobile de Tchécoslovaquie.

- 29 septembre : le lieutenant britannique G.H. Stainforth bat le record du monde de vitesse à près de 655 km/h sur un avion Supermarine S.6 B.

## Naissances
- 3 septembre : Guy Spitaels, homme politique belge d'expression française († 21 août 2012).
- 4 septembre :
  - Marthe Ekemeyong Moumié, écrivaine et militante camerounaise, épouse de l'homme politique Félix-Roland Moumié († 9 janvier 2009).
  - Jozef Schils, coureur cycliste belge († 3 mars 2007).
- 10 septembre : Philip Baker Hall, acteur américain († 12 juin 2022).
- 12 septembre : Ian Holm, acteur britannique († 19 juin 2020).
- 13 septembre : Barbara Bain, actrice américaine.
- 14 septembre : 
  - Benny Berg, syndicaliste et homme politique luxembourgeois, vice-président du Parti ouvrier socialiste luxembourgeois († 21 février 2019).
  - Alain Cavalier, réalisateur français.
  - Gilbert Ford, basketteur américain († 10 janvier 2017).
  - Ivan Klíma, écrivain et dramaturge tchèque.
  - Staffan Stockenberg, joueur de tennis suédois. († 20 mai 2019).
  - Rudi Strahl, dramaturge, romancier et parolier allemand († 4 mai 2001).
- 17 septembre : Jean-Claude Carrière, écrivain, scénariste, parolier, metteur en scène et acteur français († 8 février 2021).
- 20 septembre : Haya Harareet, actrice israélienne († 3 février 2021).
- 21 septembre : Larry Hagman, acteur, réalisateur et producteur américain († 23 novembre 2012).
- 23 septembre : Édouard J. Maunick, poète et journaliste mauricien († 10 avril 2021).
- 28 septembre : Marjorie Perloff, philosophe, critique d'art, essayiste et universitaire américaine († 24 mars 2024).
- 29 septembre : Anita Ekberg, mannequin et actrice suédoise naturalisée italienne († 11 janvier 2015).

## Décès
- 9 septembre : Lujo Brentano, 86 ans, économiste et un grand réformateur social allemand (° 18 décembre 1844).
- 10 septembre : Salvatore Maranzano, 45 ans, mafioso italo-américain (° 31 juillet 1886).
- 16 septembre : Omar al-Mokhtar, 73 ans, cheikh libyen (° 20 août 1858).
- 20 septembre : Ugo Falena, 56 ans, réalisateur de cinéma de la période du muet et librettiste d'opéra italien (° 25 avril 1875).